# Diao'e
Diao'e (kinesiska: 雕鹗镇, 雕鹗) är en köping i Kina. Den ligger i provinsen Hebei, i den norra delen av landet, omkring 100 kilometer nordväst om huvudstaden Peking.
Genomsnittlig årsnederbörd är 616 millimeter. Den regnigaste månaden är juli, med i genomsnitt 147 mm nederbörd, och den torraste är december, med 4 mm nederbörd.